# Taxi! Taxi! (film 1927)
Taxi! Taxi! è un film muto del 1927 diretto da Melville W. Brown. La sceneggiatura, firmata dallo stesso regista, si basa su Taxi! Taxi!, un racconto di George Weston pubblicato a puntate su The Saturday Evening Post
dal 25 luglio all'8 agosto 1925. Il film viene considerato perduto.

## Trama
Peter Whitby, che lavora come disegnatore in un grande studio di architettura, viene incaricato di andare a ricevere alla stazione Rose, la nipote di Zimmerman, presidente dell'azienda. La ragazza è favorevolmente impressionata da Peter e chiede di averlo come accompagnatore nel suo giro per la città. I due vanno a mangiare in un ristorante dove lo zio di Rose le aveva proibito di andare. Nel locale, Zimmerman sta avendo un abboccamento con Parmalee, un ricco imprenditore. Rose e Peter, per non farsi vedere dallo zio, se ne vanno, suscitando però i sospetti di un investigatore. Non riuscendo a trovare un taxi, Peter ne compera uno ignorando che si tratta del "taxi bianco", un'auto usata in alcune rapine e omicidi. Zimmerman vuole mandare a casa Rose, mentre Peter cerca di andare a prendere la ragazza. Inseguiti dalla polizia, da Zimmerman e da Parmalee, i due giovani riescono ad arrivare da un giudice di pace che li sposa mentre, nel frattempo, i veri malviventi del "taxi bianco" vengono arrestati.

## Produzione
Il film fu prodotto dall'Universal Pictures come una produzione Universal Jewel e venne girato negli Universal Studios, al100 di Universal City Plaza, ad Universal City.

## Distribuzione
Il copyright del film, richiesto dalla Universal Pictures Corp., fu registrato il 14 ottobre 1926 con il numero LP23237.
Distribuito dall'Universal Pictures e presentato da Carl Laemmle, il film uscì nelle sale cinematografiche statunitensi il 24 aprile 1927 dopo essere stato presentato in prima a New York il 14 febbraio. Nel Regno Unito, fu distribuito dalla European Motion Picture Company il 4 luglio 1927. Il 7 aprile 1930, il film uscì anche in Portogallo.
Non si conoscono copie ancora esistenti della pellicola che viene considerata presumibilmente perduta.